# Teror
Teror es una localidad y municipio español perteneciente a la isla de Gran Canaria, en la provincia de Las Palmas, comunidad autónoma de Canarias.
El municipio es conocido sobre todo porque en él se venera la imagen de la virgen del Pino, patrona de la diócesis de Canarias (que comprende la provincia de Las Palmas), por lo que también es conocida su capital como Villa Mariana de Teror.

## Toponimia
El nombre del municipio es tomado del de su capital municipal, que a su vez se trata de un término de procedencia aborigen, siendo el nombre con el que los antiguos canarios denominaban la zona.
Hasta finales del siglo XVII se le llamaba con las variantes Terori y Terore.
En la lista de poblaciones canarias existentes antes de la conquista castellana de la isla, dada por el cronista Andrés Bernáldez en su obra Memorias del reinado de los Reyes Católicos, aparece con la variante Aterura.
En cuanto a su posible significado, el profesor Dominik Wölfel, quien lo compara con la voz gomera Arure, encuentra como paralelos en las lenguas bereberes las voces taurirt 'montón cónico', tâûrirt / tiuririn 'colina', turaret / turâr 'colina' y tarurut 'colina'.
Esta traducción del término como 'colina' es compartida por el filólogo Ignacio Reyes, quien propone una forma primaria tărorit.

## Símbolos
La villa de Teror posee escudo heráldico y bandera municipal oficiales.
El escudo del municipio fue aprobado por acuerdo del Consejo de Ministros de 25 de febrero de 1955, siendo su descripción:

Escudo cuartelado. Primero, de gules, castillo en su color. Segundo, de oro, león de gules. Tercero, de azur, torre en su color terrazada de gules, acompañada de dos palmeras resaltada cada una de un perro. Cuarto, medio partido y cortado, primero, de azur, lucero de plata; segundo, de sinople, pozo al natural; y tercero, de gules, castillo al natural, con una cinta de plata al pie con la leyenda «Malo Mori Quam Foedari». Escusón de plata con un pino al natural cargado de anagrama mariano de plata. Al timbre, corona real abierta. Al pie, cinta de oro con la leyenda «Ave María».

Por su parte, la bandera fue aprobada por el Gobierno de Canarias por Orden de 6 de agosto de 2007, siendo descrita como:

Dos franjas horizontales, una de color verde y otra infrapuesta a la anterior de color amarillo. La totalidad de las dos franjas tiene una medida del 30 % de la altura del paño de la bandera, siendo la proporción como sigue: verde un 22,5 % y amarillo el 7,5 %. Franja horizontal central de color blanco con una medida del 40 % de la altura del paño. El escudo irá colocado en el centro de este paño, ocupando un 90 % de la altura del mismo. Dos franjas horizontales, una de color amarillo y otra infrapuesta a la anterior de color verde. La totalidad de las dos franjas tiene una medida del 30 % de la altura del paño de la bandera, siendo la proporción como sigue: verde un 22,5 % y amarillo el 7,5 %.

## Geografía
Localizado en el norte de la isla de Gran Canaria a 20,6 km de la capital insular, Teror ocupa una superficie de 25,8 km², siendo el cuarto municipio más pequeño en superficie de la isla. El perímetro municipal es de 33,2 kilómetros.
Teror limita con los municipios de Las Palmas de Gran Canaria, Santa Brígida, Vega de San Mateo, Valleseco, Firgas y Arucas.
La cabecera municipal se encuentra a una altitud de 543 m s. n. m., encontrándose entre las 10 capitales municipales a mayor altura de la isla. Sin salida al mar, la cota mínima la alcanza Teror en la confluencia de los barrancos del Pino y de Lezcano, a 25 m s. n. m., mientras que la mayor altitud del término es la elevación conocida como El Talayón, a 1254,9 m s. n. m.
|                           | Norte: Firgas y Arucas                 |                                  |
| Oeste: Valleseco y Firgas |                                        | Este: Las Palmas de Gran Canaria |
|                           | Sur: Santa Brígida y Vega de San Mateo |                                  |

### Espacios naturales protegidos
El municipio cuenta con el 14 % de su superficie incluida en la Red Canaria de Espacios Naturales Protegidos, a su jurisdicción pertenecen parte del parque rural de Doramas y del paisaje protegido de Pino Santo.

### Clima
La localización de Teror a barlovento de la isla condiciona su clima con unas precipitaciones medias anuales de unos 6 l/m² y la presencia frecuente del rocío y la niebla en los meses de otoño e invierno. Como lugar de medianías, es común el alto contraste de temperaturas entre los meses más cálidos y los más fríos, pudiendo sobrepasar los 30 °C en el verano y bajar hasta los 6 °C en invierno.
| Parámetros climáticos promedio de Teror (1982-2012) | Parámetros climáticos promedio de Teror (1982-2012) | Parámetros climáticos promedio de Teror (1982-2012) | Parámetros climáticos promedio de Teror (1982-2012) | Parámetros climáticos promedio de Teror (1982-2012) | Parámetros climáticos promedio de Teror (1982-2012) | Parámetros climáticos promedio de Teror (1982-2012) | Parámetros climáticos promedio de Teror (1982-2012) | Parámetros climáticos promedio de Teror (1982-2012) | Parámetros climáticos promedio de Teror (1982-2012) | Parámetros climáticos promedio de Teror (1982-2012) | Parámetros climáticos promedio de Teror (1982-2012) | Parámetros climáticos promedio de Teror (1982-2012) | Parámetros climáticos promedio de Teror (1982-2012) |
| Mes                                                 | Ene.                                                | Feb.                                                | Mar.                                                | Abr.                                                | May.                                                | Jun.                                                | Jul.                                                | Ago.                                                | Sep.                                                | Oct.                                                | Nov.                                                | Dic.                                                | Anual                                               |
| --------------------------------------------------- | --------------------------------------------------- | --------------------------------------------------- | --------------------------------------------------- | --------------------------------------------------- | --------------------------------------------------- | --------------------------------------------------- | --------------------------------------------------- | --------------------------------------------------- | --------------------------------------------------- | --------------------------------------------------- | --------------------------------------------------- | --------------------------------------------------- | --------------------------------------------------- |
| Temp. máx. media (°C)                               | 16.9                                                | 17.3                                                | 18.7                                                | 19.2                                                | 20.5                                                | 22.5                                                | 25.1                                                | 26                                                  | 24.7                                                | 23.3                                                | 19.9                                                | 17.8                                                | 21                                                  |
| Temp. media (°C)                                    | 13.7                                                | 14.1                                                | 14.9                                                | 15.4                                                | 16.7                                                | 18.6                                                | 20.8                                                | 21.4                                                | 20.8                                                | 19.3                                                | 16.9                                                | 14.5                                                | 17.3                                                |
| Temp. mín. media (°C)                               | 10.6                                                | 10.9                                                | 11.2                                                | 11.7                                                | 13                                                  | 14.7                                                | 16.5                                                | 16.8                                                | 16.9                                                | 15.3                                                | 13.9                                                | 11.3                                                | 13.6                                                |
| Precipitación total (mm)                            | 43                                                  | 34                                                  | 29                                                  | 15                                                  | 7                                                   | 2                                                   | 1                                                   | 1                                                   | 8                                                   | 28                                                  | 56                                                  | 56                                                  | 280                                                 |
| Fuente: Climate-data.org                            |                                                     |                                                     |                                                     |                                                     |                                                     |                                                     |                                                     |                                                     |                                                     |                                                     |                                                     |                                                     |                                                     |

## Historia

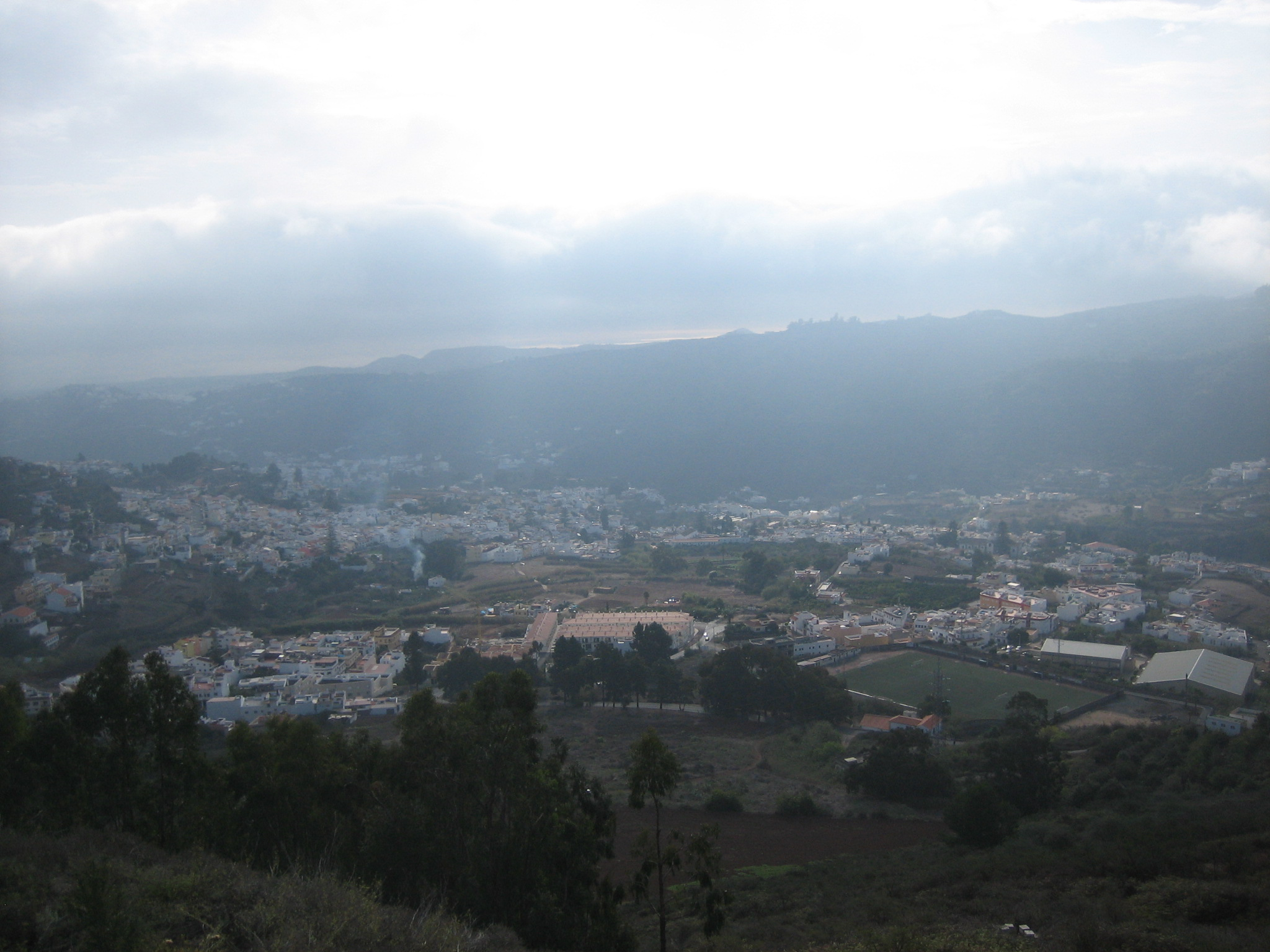
Teror, visto desde la carretera de Valleseco

La historia de Teror está vinculada a ciertos acontecimientos fundamentales. La conversión de Teror en centro religioso y de peregrinación de los grancanarios; y su importancia como núcleo agrícola de las medianías de Gran Canaria.
Su desarrollo surge a partir del siglo XV, unido a la aparición de la imagen de la virgen del Pino y a la necesidad de buscar asentamientos agrícolas en tierras fértiles y con abundancia de aguas. La villa se desarrolló en el territorio del antiguo bosque que cubría la zona norte de la isla, estando relacionado dicho desarrollo con la consolidación de la devoción mariana de aquella época.
En la primera mitad del siglo XVI, Teror tuvo alcalde real elegido por los gobernadores.
Durante el siglo XVII, Teror experimentó un importante crecimiento en su población. El desarrollo urbano, unido a la difusión del culto a la virgen del Pino, hicieron de Teror un núcleo de gran prosperidad en el cual comenzaron a asentarse las familias más importantes de Gran Canaria, manifestando con su presencia allí su poder económico y prestigio social. Es también la época de las primeras emigraciones de terorenses hacia América, como fue el caso de Bernardo Rodríguez del Toro, primer Marqués del Toro y miembro de una antigua familia canaria.
El siglo XIX será para Teror decisivo en su configuración tanto en el aspecto político como territorial. En 1836 el ayuntamiento de Teror adquiere el poder político y económico que hasta entonces ostentaba el cabildo de Gran Canaria.

### Fechas destacadas en la Historia de la Villa Mariana
- Año 1481: Aparición de la virgen del Pino.
- Año 1514: La primitiva ermita de la virgen del Pino se une a la iglesia del Sagrario de la catedral de Canarias.
- Año 1590: Se le concede a Teror el título de villa.
- Año 1600: Se construye el segundo templo a Nuestra Señora del Pino.
- Año 1607: Primera «bajada» de la imagen de la virgen del Pino a Las Palmas de Gran Canaria.
- Año 1640: La villa de Teror cuenta con granero público.
- Año 1684: Un fuerte temporal destruye el Pino de las Maravillas, donde apareció la virgen.
- Año 1708: Finaliza la construcción de la torre amarilla portuguesa de la basílica.
- Año 1767: Finaliza la construcción de la tercera iglesia a Nuestra Señora del Pino.
- Año 1790: Creación de la primera escuela de niños en la Villa Mariana.
- Año 1808: Levantamiento popular en contra del derribo de la iglesia del Pino.
- Año 1810: Finaliza la construcción de la Basílica de Nuestra Señora del Pino.
- Año 1828: Finaliza la construcción del Puente del Molino.
- Año 1836: Se configura definitivamente el ayuntamiento constitucional de la Villa Mariana.
- Año 1842: El territorio de Valleseco se segrega de Teror.
- Año 1888: Se inaugura el convento del Císter.
- Año 1895: Se termina la carretera que une a Las Palmas con la Villa Mariana.
- Año 1905: Tiene lugar la coronación canónica por la Reverenda Fábrica de San Pedro de la virgen del Pino.
- Año 1914: La virgen del Pino es declarada patrona principal de la diócesis de Canarias. El pueblo de la Villa Mariana se levanta en defensa de los derechos sobre la Fuente Agria.
- Año 1916: La iglesia del Pino es designada como basílica menor.
- Año 1925: Finaliza la construcción del convento de las dominicas de la Villa Mariana.
- Año 1952: Se celebra la primera romería del Pino.
- Año 1958: El príncipe Juan Carlos I de España visita la Villa Mariana.
- Año 1963: Los príncipes Juan Carlos I de España y Sofía de Grecia visitan la Villa Mariana en su viaje de novios.
- Año 1969: Se realiza la última restauración de la basílica de Nuestra Señora del Pino.
- Año 1976: La basílica de Nuestra Señora del Pino es declarada Monumento Nacional.
- Año 1979: El entorno de la basílica de Nuestra Señora del Pino es declarado conjunto histórico artístico.
- Año 1982: El Ayuntamiento de la Villa Mariana consigue salvar la explotación de la Fuente Agria.
- Año 1988: El Príncipe de Asturias, Felipe de Borbón y Grecia, visitó Teror.
- Año 1991: El municipio se hermana institucionalmente con el municipio de Candelaria en la isla de Tenerife.
- Año 2014: Se conmemora el centenario de la proclamación de la virgen del Pino como patrona de la diócesis de Canarias.
- Año 2016: Se celebra el centenario de la designación de la iglesia del Pino como basílica menor.

## Demografía
Teror cuenta con una población de 12 878 habitantes (INE 2024).
| Gráfica de evolución demográfica de Teror entre 1842 y 2021 |
| |
| Población de derecho según los censos de población del INE Población de hecho según los censos de población del INEEn 1857 disminuye el término del municipio porque independiza a Valleseco |

El desglose de población según el Padrón Continuo por unidad poblacional del INE a 1 de enero de 2017:
| Entidad                   | Habitantes | Varones | Mujeres |
| ------------------------- | ---------- | ------- | ------- |
| El Álamo                  | 769        | 408     | 361     |
| Arbejales                 | 887        | 478     | 409     |
| Lo Blanco                 | 647        | 330     | 317     |
| Espartero                 | 323        | 195     | 128     |
| El Hornillo               | 304        | 154     | 150     |
| Miraflor                  | 655        | 343     | 312     |
| El Palmar                 | 1456       | 765     | 691     |
| Las Rosadas               | 97         | 53      | 44      |
| San Isidro                | 132        | 75      | 57      |
| San José del Álamo        | 544        | 294     | 250     |
| Teror (capital municipal) | 6610       | 3298    | 3312    |

## Administración y política

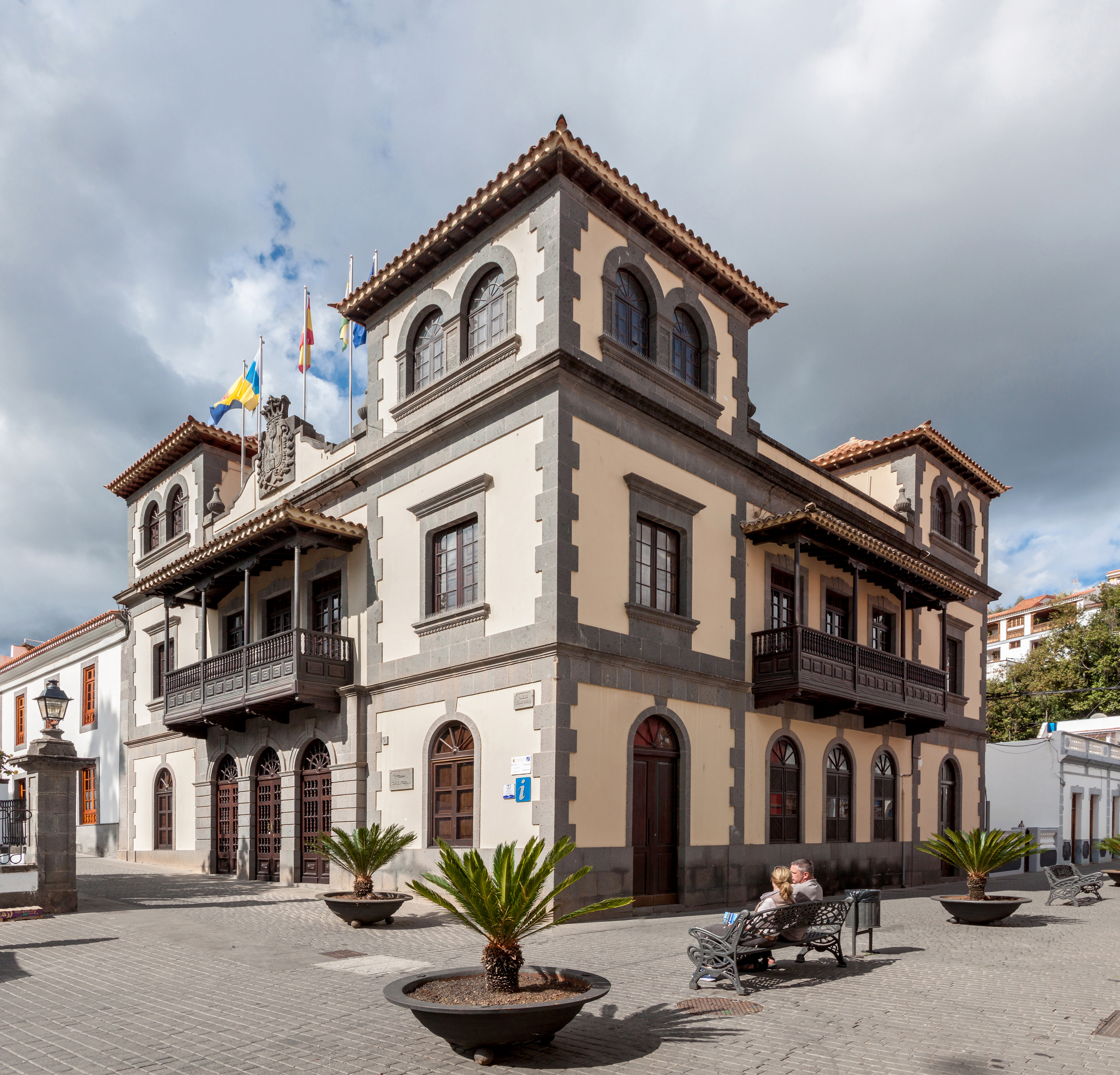
Ayuntamiento de Teror

### Gobierno municipal
Tras las elecciones de junio de 1987 se formó en Teror un pacto cuatripartito entre las formaciones Unión de Independientes de Teror, PSOE, CDS y AP que quitó la alcaldía al Partido Demócrata Popular-Centristas Canarios que había logrado ganar las elecciones consiguiendo 8 concejales. El cargo de alcalde se alternó por años entre los candidatos de los cuatro partidos aliados.
En los comicios de mayo de 2015 se forma un nuevo pacto entre el PP, Nueva Canarias, CC y Alternativa por Teror, con lo que la alcaldía es arrebatada al PSOE que había ganado las elecciones. Sin embargo, en julio de 2016 prospera una moción de censura contra la alcaldesa presentada por los concejales del PP y del PSOE, alternándose la alcaldía entre ambos durante el resto de legislatura.
Después de las elecciones de mayo de 2019 se renueva el pacto entre los concejales del PSOE y del PP, de nuevo alternándose la alcaldía.
El municipio ha estado regido desde las primeras elecciones democráticas de 1979 por los siguientes alcaldes:
| Periodo   | Nombre                      | Partido | Partido                                           |
| --------- | --------------------------- | ------- | ------------------------------------------------- |
| 1979-1983 | Salvador Cárdenes Fálcon    |         | Agrupación Vecinos Independientes de Teror (AVIT) |
| 1983-1983 | Cesáreo Ramos Santana       |         | Coalición Popular (CP)                            |
| 1983-1983 | Antonio M. Ojeda Herrera    |         | Coalición Popular (CP)                            |
| 1983-1987 | Cayo Yánez Rodríguez        |         | Coalición Popular (CP)                            |
| 1987-1988 | Germán Grimón Domínguez     |         | Unión de Independientes de Teror (UNITE)          |
| 1988-1989 | Octavio Arencibia Suárez    |         | Partido Socialista Obrero Español (PSOE)          |
| 1989-1990 | José del Pino Pérez Ramírez |         | Centro Democrático y Social (CDS)                 |
| 1990-1991 | Cándido González Sánchez    |         | Partido Popular (PP)                              |
| 1991-2015 | Juan de Dios Ramos Quintana |         | Partido Socialista Obrero Español (PSOE)          |
| 2015-2016 | María Isabel Guerra Sánchez |         | Nueva Canarias (NC)                               |
| 2016-2018 | Gonzalo Rosario Ramos       |         | Partido Socialista Obrero Español (PSOE)          |
| 2018-2019 | José Luis Báez Cardona      |         | Partido Popular (PP)                              |
| 2019-2021 | Gonzalo Rosario Ramos       |         | Partido Socialista Obrero Español (PSOE)          |
| 2021-act. | Sergio Nuez Ramos           |         | Partido Popular (PP)                              |

| Partido político | Partido político                         | 2007   | 2011   | 2015   | 2019   | 2023   |
| Partido político | Partido político                         | Ediles | Ediles | Ediles | Ediles | Ediles |
|                  | Partido Socialista Obrero Español (PSOE) | 10     | 9      | 6      | 5      | 5      |
|                  | Partido Popular (PP)                     | 4      | 7      | 6      | 5      | 6      |
|                  | Unidos por Gran Canaria (UxGC)           | —      | —      | —      | 0      | 0      |
|                  | Coalición Canaria (CC)                   | 0      | 1      | 1      | 0      | 0      |
|                  | Vecinos Unidos (VU)                      | 1      | 1      | —      | —      | —      |
|                  | Centro Canario Nacionalista (CCN)        | 2      | 0      | —      | —      | —      |
|                  | Izquierda Unida (IU)                     | 0      | —      | —      | 0      | —      |
|                  | Nueva Canarias (NC)                      | 0      | 0      | 2      | 6      | 6      |
|                  | Alternativa Nacionalista Canaria (ANC)   | —      | 0      | —      | —      | —      |
|                  | Compromiso por Gran Canaria (CGCa)       | —      | 0      | —      | —      | —      |
|                  | Sí Se Puede (SSP)-Podemos                | —      | —      | 1      | 1      | —      |
|                  | Alternativa x Teror (AxT)                | —      | —      | 1      | 0      | —      |
|                  | Unidos por Teror (UNITE)                 | —      | —      | 0      | —      | —      |
|                  | Ciudadanos (CS)                          | —      | —      | —      | 0      | —      |
|                  | Teror con Cabeza (TCC)                   | —      | —      | —      | 0      | 0      |
|                  | Partido Drago Canarias                   | —      | —      | —      | —      | 0      |
|                  | Hablemos Ahora (HA)                      | —      | —      | —      | —      | 0      |
|                  | Vox                                      | —      | —      | —      | —      | 0      |

### Organización territorial
El municipio se divide en las siguientes entidades singulares o localidades y sus correspondientes núcleos:
- El Álamo: El Álamo, Cuesta Falcón, Muñigal, Pedregal, Las Peñas y Quebradero.
- Arbejales: Los Corrales, La Cuesta, Degollada, Lomontero, Ojero, Sagrado Corazón y Las Toscas.
- Lo Blanco
- Espartero: Espartero, El Faro, Laurelar y Pinar de Ojeda.
- El Hornillo
- Miraflor: Barranco Zapatero, Llanos de Arévalo, El Lomo, Lomo Cobo, Miraflor y Mujica.
- El Palmar: Barranco del Pino, El Escobonal, Guanchía, Huertas del Palmar, Masape, Las Paredes, La Peña y Siete Puertas.
- Las Rosadas
- San Isidro
- San José del Álamo
- Teror (capital municipal): Barrio del Pino, Buenavista, Los Llanos, El Rincón, San Matías, El Secuestro, Teror (casco), El Chorrillo y El Hoyo

## Comunicaciones
Carreteras:
- GC-21, comunica el municipio con Valleseco y Las Palmas de Gran Canaria.
- GC-42, comunica el municipio con la Vega de San Mateo.
- GC-43, comunica el municipio con Firgas, por Los Chorros y a Arucas por los portales.
- GC-211, comunica el barrio de Miraflor con San José del Álamo y Lo Blanco.
- GC-212, comunica el barrio de Lo Blanco con El Faro y termina en Lomo del Gallego, San Mateo.
- GC-432, circunvala el casco pasando por el núcleo de El Secuestro.

## Economía
La actividad económica del municipio se basa en la agricultura, la artesanía, el comercio y la industria alimentaria (pastelería, charcutería y embotellado de aguas minerales).

### Evolución de la deuda viva
El concepto de deuda viva contempla sólo las deudas con cajas y bancos relativas a créditos financieros, valores de renta fija y préstamos o créditos transferidos a terceros, excluyéndose, por tanto, la deuda comercial.
| Gráfica de evolución de la deuda viva del ayuntamiento entre 2008 y 2017                             |
| |
| Deuda viva del ayuntamiento en miles de euros según datos del Ministerio de Hacienda y Ad. Públicas. |

## Patrimonio

### Arqueológico
Teror posee como patrimonio arqueológico principal el poblado troglodita de La Guanchía.

### Basílica de Nuestra Señora del Pino

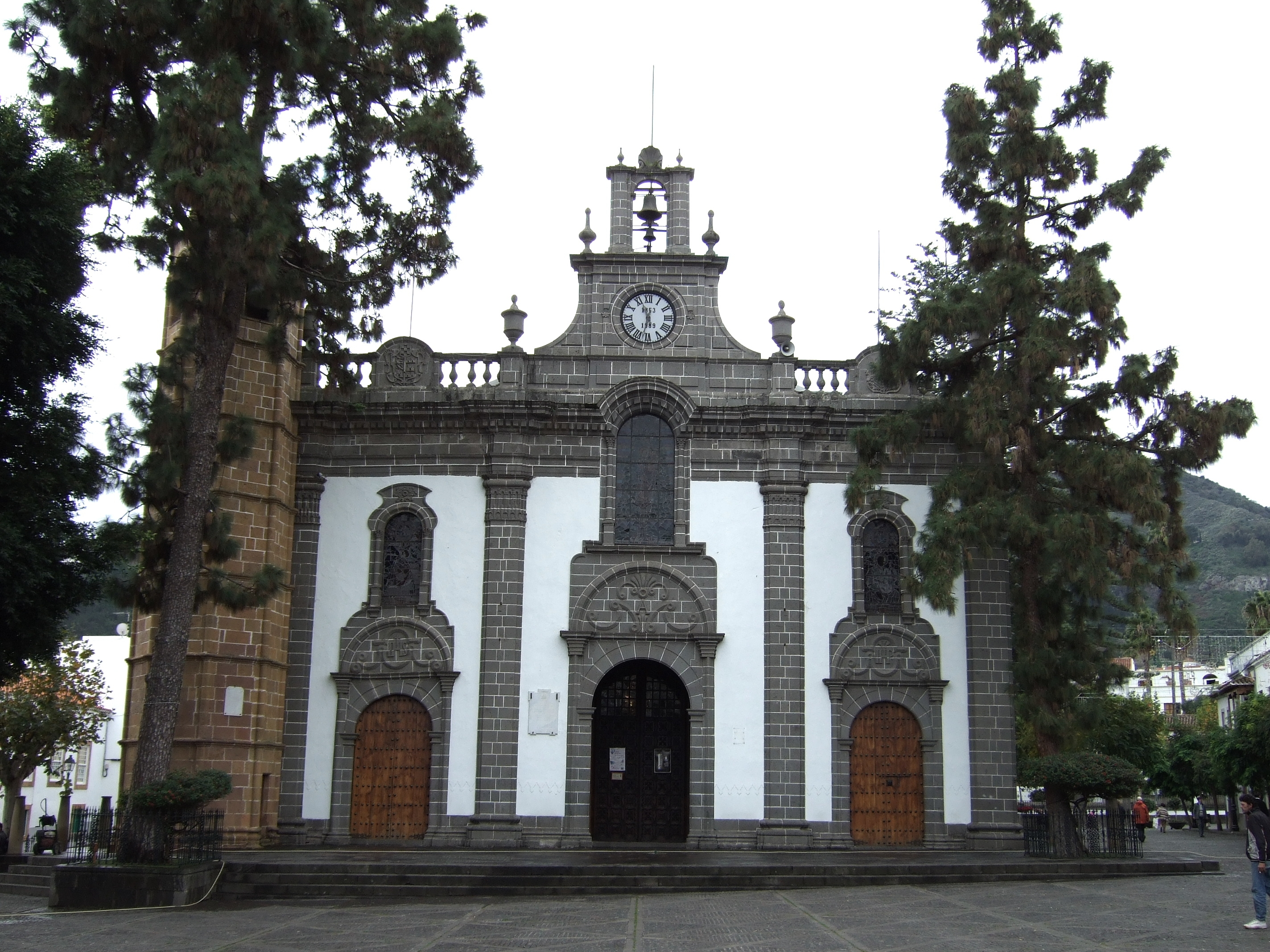
Basílica de Nuestra Señora del Pino

La basílica de Nuestra Señora del Pino constituye el edificio más importante de la Villa Mariana de Teror y uno de los más importantes de la isla de Gran Canaria, puesto que en su interior se encuentra la imagen de la virgen del Pino, patrona de la diócesis de Canarias. La basílica consta de tres naves siendo la del centro la más grande, culminadas con arcos de medio punto y cubierta a dos aguas, y una torre de sillería amarilla que se encuentra en la parte derecha de la fachada de la basílica. En su interior se puede apreciar la capilla del baptisterio, en el presbiterio bajo encontramos el altar del Cristo Atado a la columna de Luján Pérez, haciendo esquina a este el del altar del Santísimo Sacramento presidido por un Cristo Crucificado de Luján Pérez.

### Casa Museo de los Patronos de la Virgen
Se trata de una vivienda histórica ubicada en el entorno de la basílica. Su origen se remonta al siglo XVII y pertenece al mayorazgo de la familia Manrique de Lara desde hace cinco generaciones como patronos de la Virgen. Anteriormente fue residencia de los Rodríguez del Toro. En ella nació Bernardo Rodríguez del Toro en 1675, a quien el rey Felipe V confirió el Marquesado del Toro y quien fue el origen de una distinguida familia venezolana de cuyo seno nacerían María Teresa Rodríguez del Toro y Alayza, esposa del Libertador Simón Bolívar, Francisco Rodríguez del Toro, IV marqués del Toro y primer comandante en jefe del ejército independentista de Venezuela, Fernando Rodríguez del Toro, Presidente durante la Primera República venezolana, o Fermín Toro, artífice del reconocimiento de la independencia de Venezuela por parte de España.
En la casa-museo se encuentra la habitación donde solía alojarse Néstor Álamo, el que fuera cronista de Teror y precursor de la romería del Pino.
Antiguamente, el museo era el lugar donde se guardaba el trono de plata y los tesoros de la virgen del Pino, poseyendo una pequeña capilla presidida por una imagen de la Virgen.

### Calle Real de la Plaza

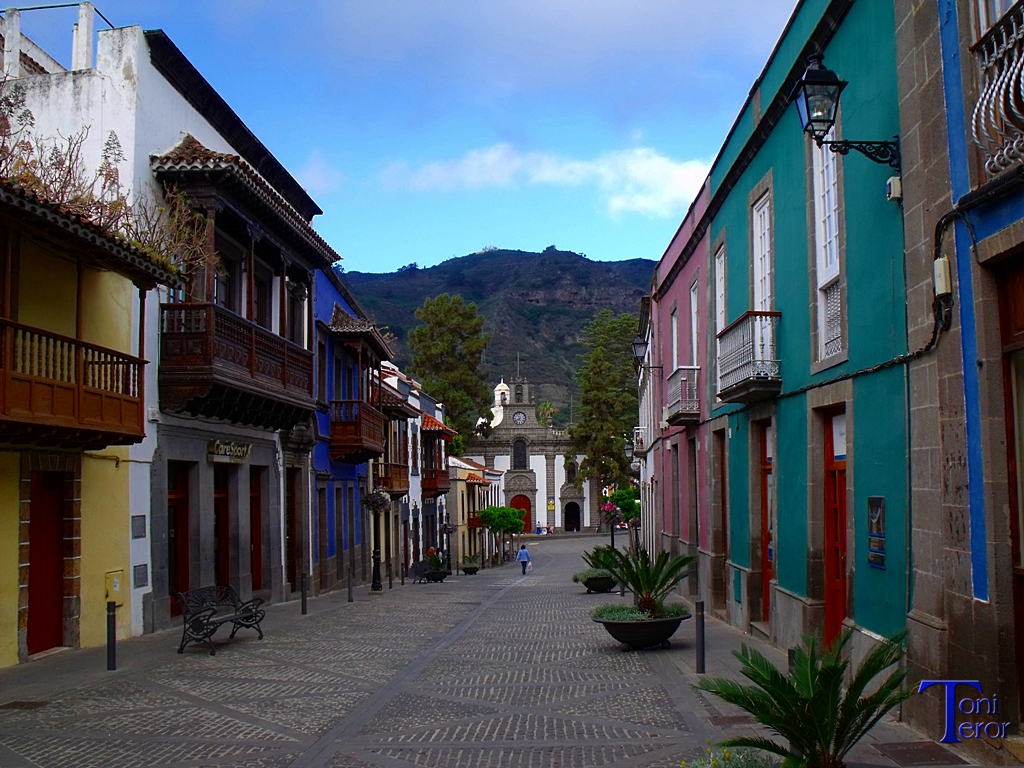
Calle Real de la Plaza

La calle Real de la Plaza es uno de los lugares más emblemáticos del casco de la Villa Mariana. Por ella ha transcurrido la vida social, comercial, política, religiosa y cultural del municipio desde hace cinco siglos. Sus casas y comercios forman parte de la memoria histórica de todos los grancanarios, como lugar de recibimiento y antesala de la basílica de Nuestra Señora del Pino.
Sus orígenes se remontan al nacimiento del núcleo urbano de Teror, a principios del siglo XVI, aunque su aspecto moderno se fue configurando en los siglos XVIII y XIX, en pleno esplendor religioso y comercial de la villa. A lo largo de su historia, la calle mayor de Teror ha tenido varias denominaciones. Fue Baldomero Argente de 1914 a 1937, y General Franco desde esa fecha hasta 1995. Pero desde tiempos inmemoriales siempre fue conocida como La Real, nombre evocador de su carácter señorial y distintivo como arteria principal del casco.
Durante cinco siglos, la calle Real de la Plaza ha presenciado todos los grandes eventos del municipio y, cada año, se convierte en el escenario principal de la fiesta del Pino y de su romería-ofrenda, además de otras fiestas importantes de Teror.
La Real es una calle comercial por tradición, donde se mantienen algunas de las tiendas más antiguas del municipio, Francisco Bethencourt López, uno de los más importantes comerciantes de la isla en el XIX, tuvo aquí establecimiento hasta su quiebra en 1880. Desde entonces y durante gran parte del XX, la calle Real se constituyó como una de las zonas comerciales de mayor intensidad de la isla, a donde llegaban directamente desde el puerto de Las Palmas las últimas novedades, principalmente en el sector textil.
En la calle Real se establecieron también en el XIX, el Hotel Inglés y en el XX el Hotel El Pino, donde pasaron sus vacaciones de verano muchas familias y personalidades.
La arquitectura de la calle es variada, fruto de distintas épocas. Sin embargo, en casi todas las fachadas se manifiesta el balcón como elemento distintivo, que sirve de palacio privilegiado para presenciar múltiples eventos que la recorren.
Como cualquier espacio público, la calle Real de la Plaza ha sufrido transformaciones a lo largo de su historia, adecuándose a los tiempos y a las circunstancias de la época. En sus orígenes, el pavimento era de tierra, luego fue empedrado, y en la década de 1930 fue asfaltada por primera vez.

### Monasterio del Císter
El edificio está concebido con función monacal de clausura rigurosa. Está compuesto de tres cuerpos principales: la iglesia, el convento y la hospedería. Actualmente esta comunidad es muy conocida por la elaboración de dulces artesanos.

### Palacio Episcopal
Está situado en la trasera de la basílica de Nuestra Señora del Pino. El edificio fue un regalo del pueblo de Teror a los obispos Morán y Delgado, en agradecimiento por su incansable lucha en la construcción de la basílica. El palacio dispone de varios salones y patios.

### Plaza Teresa de Bolívar
Diagonal a la basílica de Nuestra Señora del Pino se encuentra esta hermosa plaza que rememora el origen terorense de la familia de María Teresa Rodríguez del Toro y Alayza, esposa del Libertador Simón Bolívar. Allí se encuentra grabado en piedra el escudo de esta ilustre familia.

### Finca de Osorio
La finca de Osorio se encuentra dentro de lo que era la antigua selva de Doramas. Aquí se sitúa el Aula de la Naturaleza de Osorio, que oferta visitas, exposiciones, cursos, etc.

### Fuente Agria
Constituye la principal fuente de ingresos del Ayuntamiento de Teror. Está situada en el barranco de Teror, y se compone de tres grandes manantiales.

### Viaducto de Teror
Inaugurado el 20 de diciembre de 2010, el viaducto se levanta sobre el barranco de Teror a 74 m de altura y mide 215 m de largo y 10 de ancho. Con la construcción de este puente se pretendió una mejor conectividad de Teror con el resto de la isla. El Viaducto de Teror es considerado como la construcción más emblemática del municipio tras la basílica de la virgen del Pino. Por otra parte, la construcción del viaducto ha contado con la oposición de parte de los residentes de la Villa Mariana y de grupos ecologistas.

### Fuente de La Candelaria
Se encuentra en la zona del Muro Nuevo y se trata de un monumento que recuerda el hermanamiento hecho en 1991 de las dos grandes villas marianas de Canarias: la villa de Teror y el municipio de Candelaria en Tenerife. La fuente de La Candelaria posee los escudos de cantería de ambas villas. En la citada Villa Mariana de Candelaria también existe la plaza de la Villa de Teror que recuerda el mismo acontecimiento.

### Mercadillo de Teror
El mercadillo de Teror es el más concurrido y de mayor envergadura comercial de toda Gran Canaria. La presencia de la virgen del Pino hace afluir a la villa una gran cantidad de personas.
La feria dominical es uno de los principales motores económicos del municipio.
El mercadillo terorense no hizo más que afianzarse a lo largo del siglo xix, bajo la protección y atracción del santuario y la devoción a la virgen del Pino. Desde el año 1872 ya se conocen referencias puntuales del mercadillo de la Villa Mariana como mercado consolidado en referencia con el Boletón Oficial de Canarias. Desde el año 1932, el Mercadillo dominical se ha desarrollado ampliando su zona de ubicación, llegando incluso a alcanzar hasta los 140 puestos mercantes.
En tiempos pasados los productos frescos de la tierra fueron la razón principal de ser de esta feria popular y cultural de la isla, pero en la actualidad se dispone de una gran variedad de productos. La mayoría hacen referencia a la alimentación, textil y bisutería, pero también los hay de flores, objetos religiosos, juguetes, artesanía, etc.

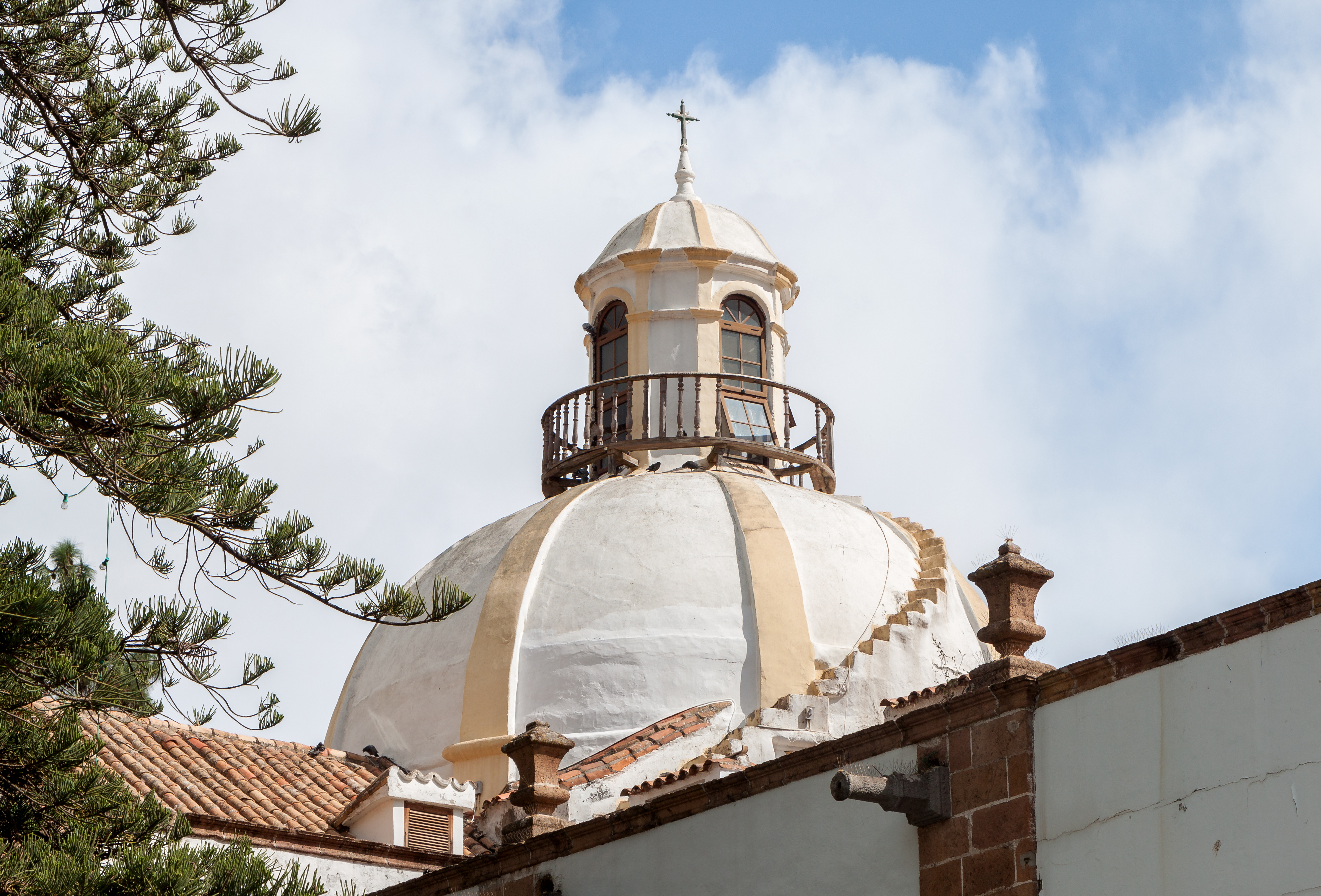
Cúpula de la basílica
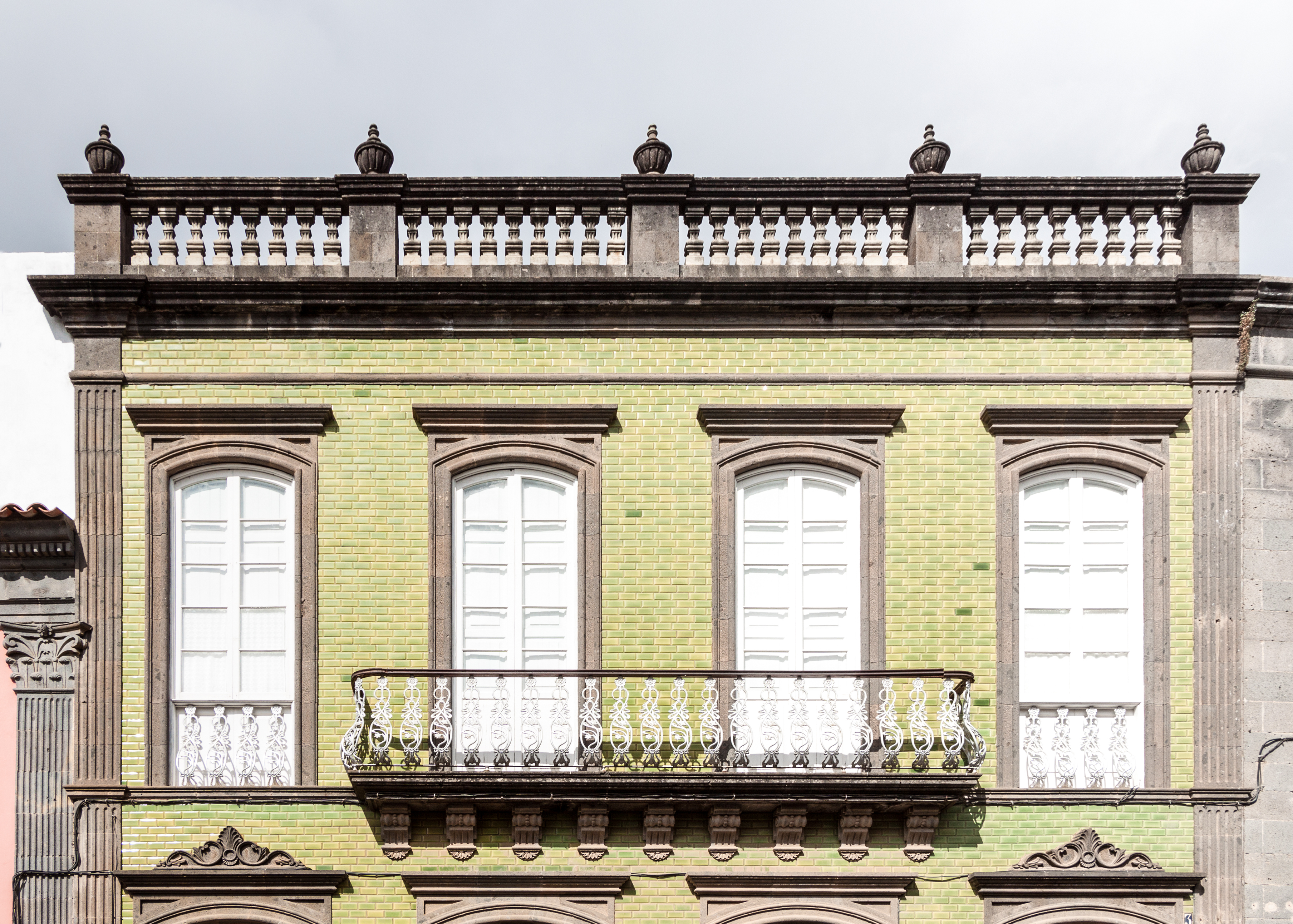
Fachada del Conjunto Histórico Artístico
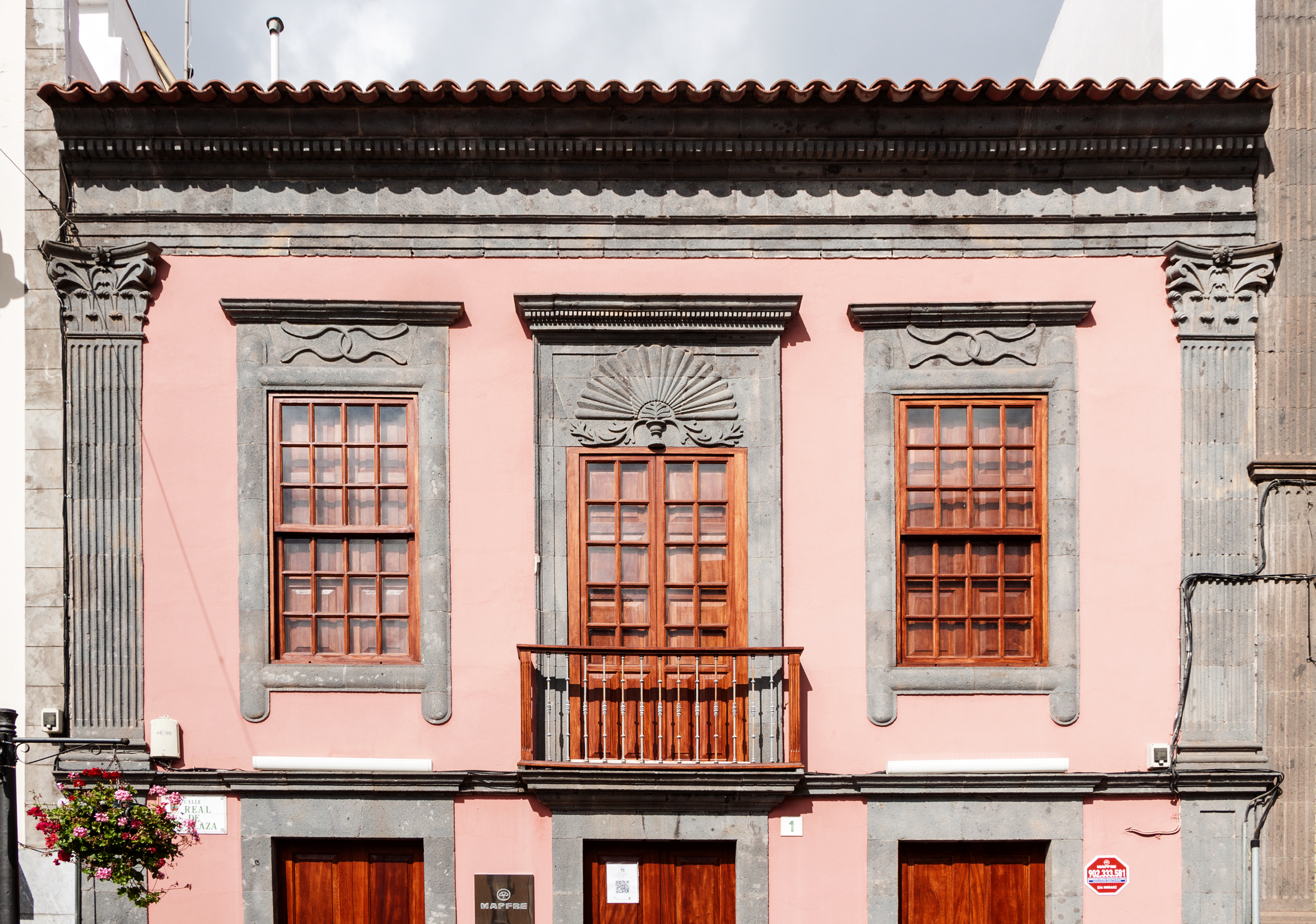
Fachada del Conjunto Histórico Artístico
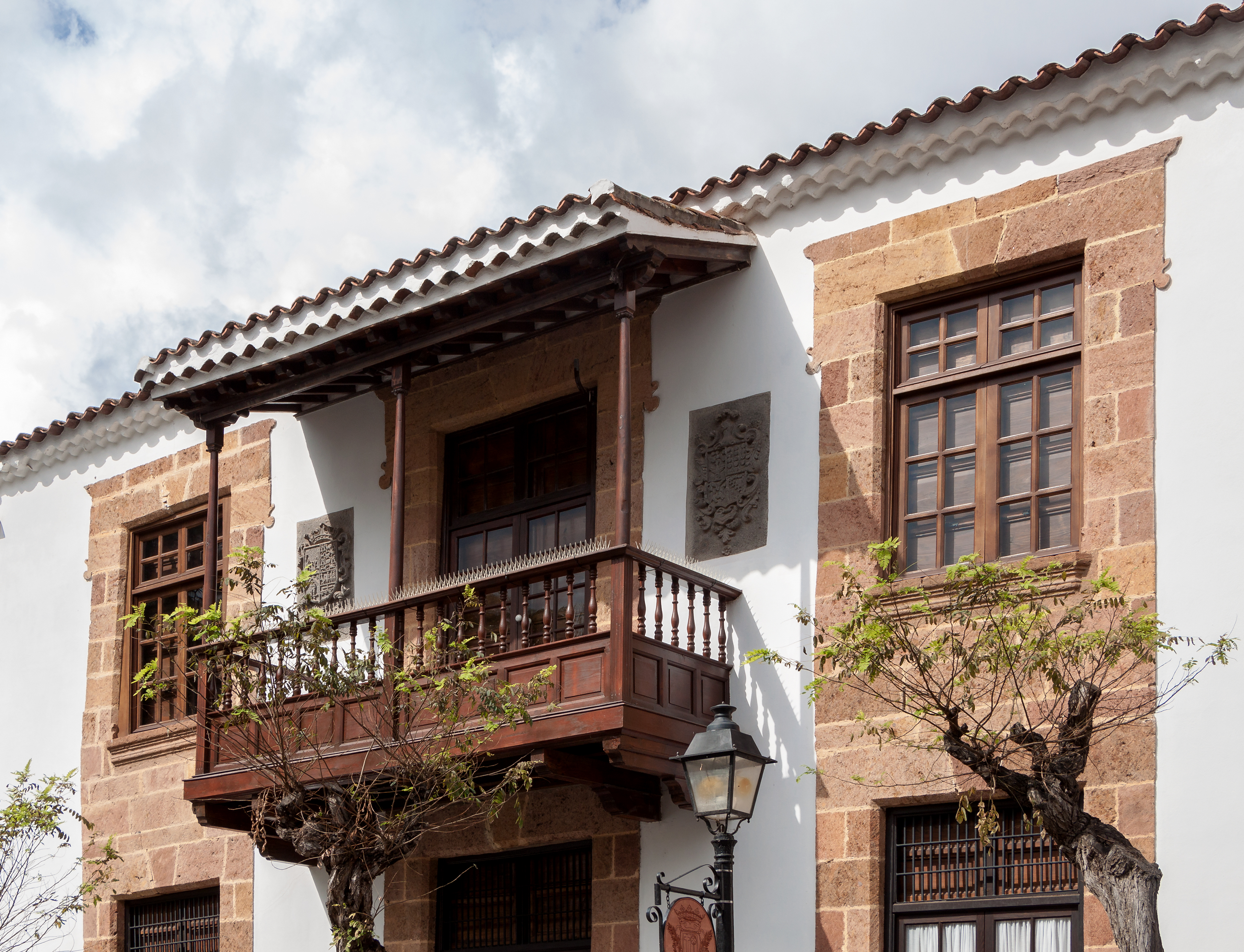
Balcón canario en el Conjunto Histórico Artístico
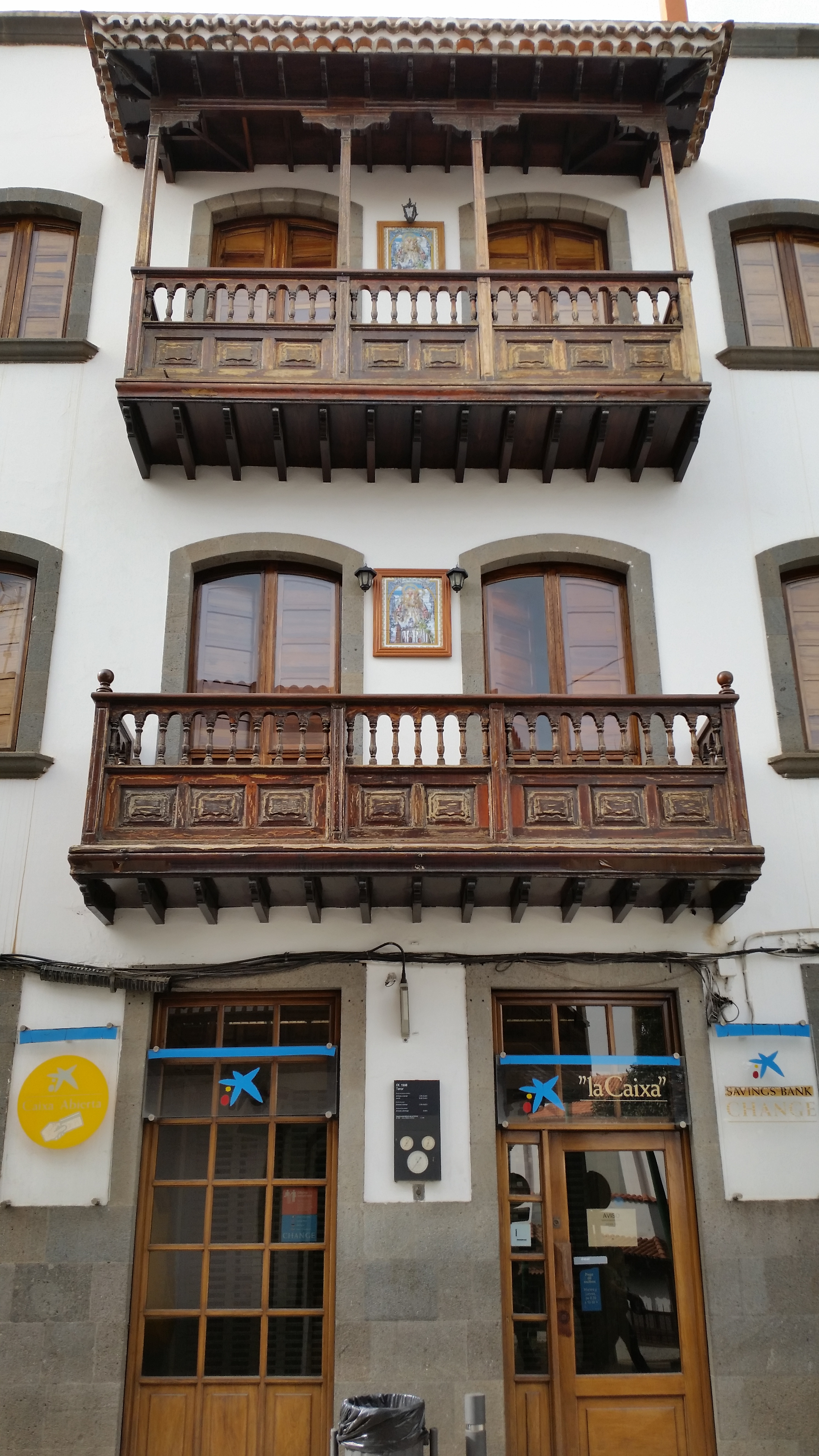
Arquitectura incluida en el Conjunto Histórico Artístico
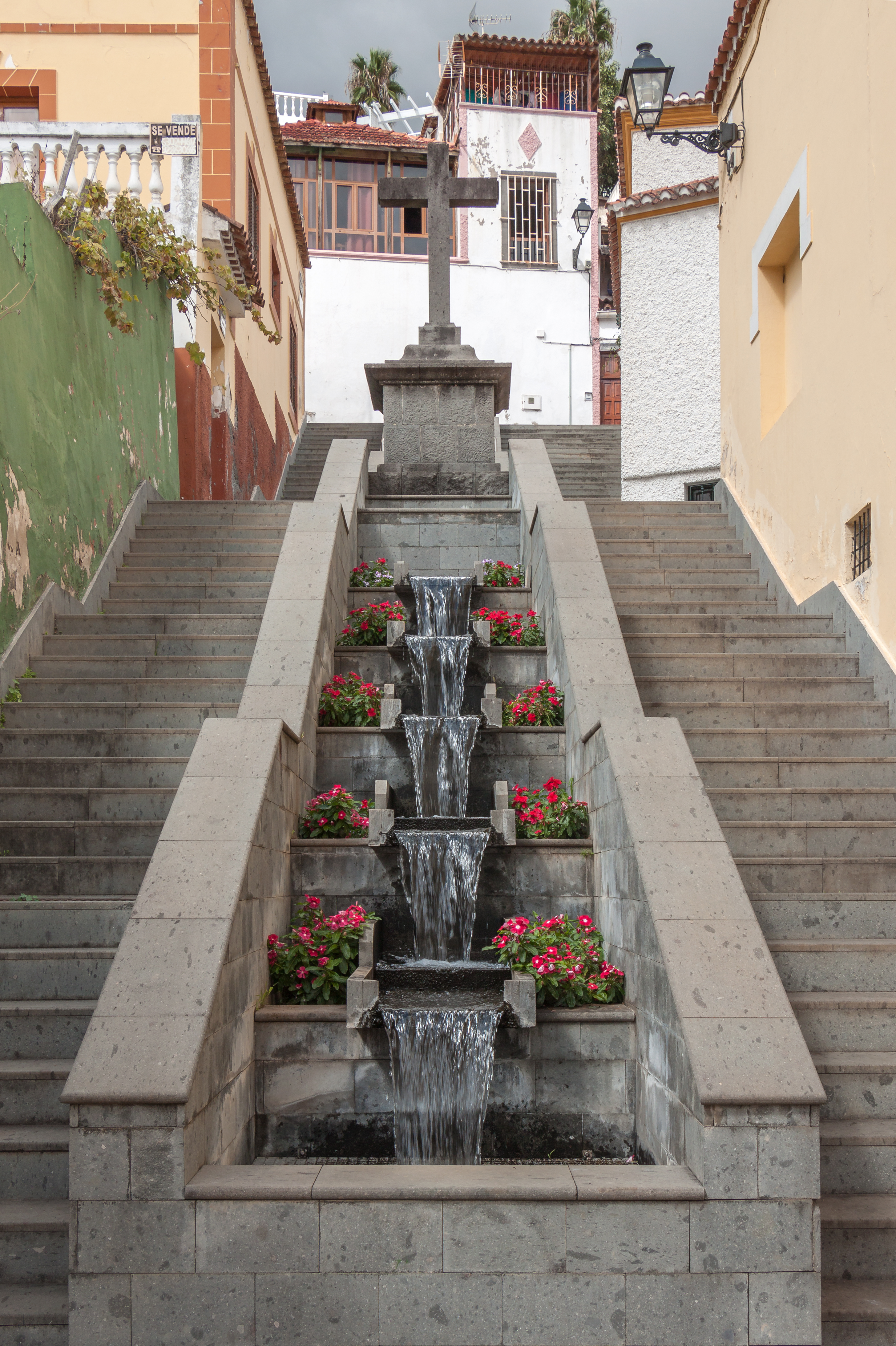
Calle de la Diputación

## Cultura

### Artesanía

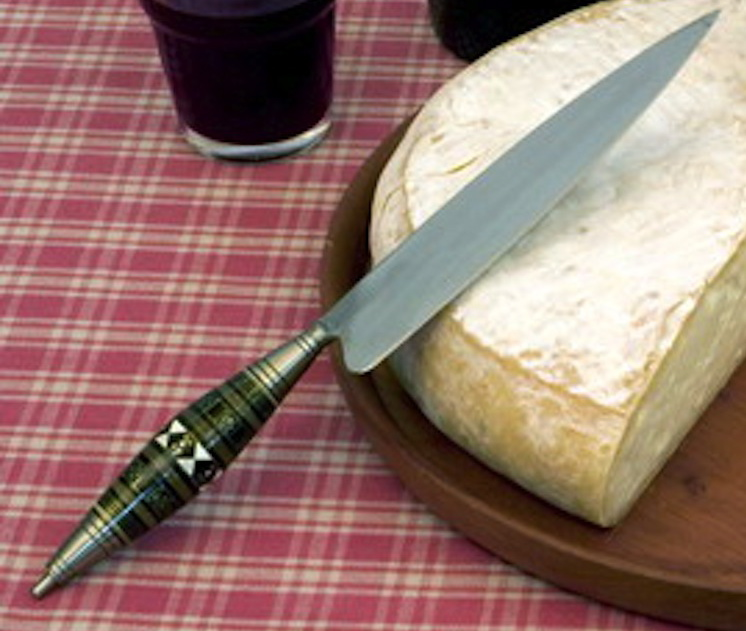
Un cuchillo canario, tradicional de la isla de Gran Canaria

La rica producción artesanal de Teror ofrece cestería, latonería, talla en madera, calados, macramé, bordados, barro, trabajos de caña, telares, ganchillo, perfumes, etc.
Los cuchillos canarios, con hoja de acero y el cabo en cuerno de vaca, acabado en oro, plata y otros materiales, son un símbolo de la identidad insular. Su elaboración es larga, forjando una a una las hojas y limándolas para conseguir un filo de gran calidad y duración, y componiendo la decoración del cabo con un completo y minucioso trabajo.
El tallado de madera se realiza en tea, la madera resinosa del pino canario. En el pasado se utilizaba en la construcción y actualmente ofrece una gran diversidad de productos tales como: cajas, arcones, muebles, además de las reproducciones de balcones y aperos tradicionales de labranza.
La cestería utiliza distintas fibras vegetales. Con paja y corteza de tobisco se hacen graneros y bajayos para echar los cereales; con cañas y mimbres se fabrican cestos; con fibras de enea se entrelazan cuerdas y con palmas se confecciones escobas.
El telar tradicional de Gran Canaria es el horizontal. Se realizan con él traperas, alforjas, talegas, cortinas, sobrecamas, manteles y muchas prendas que componen los trajes típicos de la isla de Gran Canaria.
El calado es un largo proceso de deshilado que logra complejos dibujos sobre la trama del tejido, puesto sobre un bastidor.
La alfarería ahonda sus raíces en el pasado prehispánico. Las piezas tradicionales que se han venido utilizando, por siglos, en Gran Canaria no han dejado de seguir las pautas trazadas por los antiguos aborígenes. En los últimos tiempos, trabajando sin torno a los antepasados se han recuperado motivos decorativos de la tradición prehistórica, que suelen ser pintados con el rojo almagre; a las piezas tradicionales de uso doméstico se han añadido reproducciones de las antiguas pintaderas e ídolos.

### Fiestas

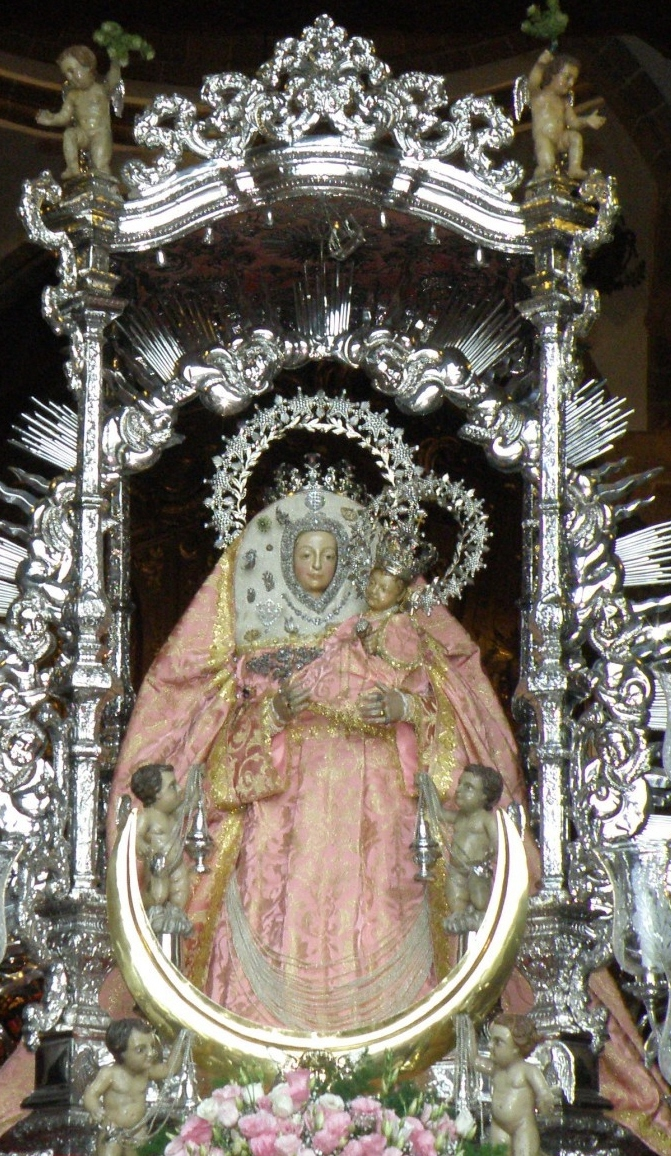
Virgen del Pino de Teror

La fiesta principal de Teror son las celebradas el 8 de septiembre en honor a la virgen del Pino, patrona del municipio. Decenas de miles de fieles venidos de toda la isla se congregan en éstas fechas en el municipio. Es tradición la peregrinación a pie la víspera del día festivo.
El domingo después del día de la Virgen se celebran las fiestas patronales de Teror llamadas Día de las Marías, en la que procesiona la virgen del Pino después de la misa solemne de 7 de la tarde y recorre la calle Real hasta llegar a la entrada de la villa en donde se lanzan fuegos artificiales. Es una celebración exclusiva del pueblo, que aprovecha los actos que se organizan a la virgen del Pino pero de forma más comunitaria.
El otro festejo multitudinario es la denominada fiesta del Agua, que se celebra el último domingo del mes de julio. Se trata de una fiesta cuyo fin consiste en la acción de gracias por las lluvias caídas durante todo el año. La fiesta votiva o del agua sustituyó en el siglo xix a las «bajadas» de la virgen del Pino a Las Palmas de Gran Canaria, que se hacían por hambres, epidemias, sequías u otras calamidades públicas. Con el paso de los años, esta fiesta votiva de la virgen del Pino se institucionalizó celebrándose cada año la función de acción de gracias, con independencia de la motivación concreta por una cierta calamidad pública. En 1903 se añadieron a la procesión de la imagen de la Virgen dos imágenes más que eran elegidas por sorteo entre las de santos existentes en la basílica.
La fiesta del Agua se celebraba generalmente en julio o primera quincena de agosto, en la época de la siega del trigo y de la cebada y de la recolección de las papas veraneras; consistía en la bajada de la Virgen la víspera, solemne función religiosa presidida por el Obispo, procesión de la Patrona acompañada de las imágenes que por sorteo les correspondía y diversos actos cívicos. La última fiesta del agua así celebrada fue la de 1929; por el motivo de concesión de honores militares de capitán general a la Virgen del Pino, se estimó que sin la representación del Jefe del Estado y compañía de honores no era posible sacar a la calle a la Patrona y dejó de realizarse esta fiesta votiva hasta pasada la guerra civil.
Por iniciativa de la Hermandad de Labradores y Ganaderos se reinició la fiesta, pero sin procesión de la Virgen del Pino, consistiendo en una función religiosa en la Basílica y una ofrenda procesión con la imagen de San Isidro Labrador.
Las principales fiestas y celebraciones del municipio son:
| Fecha                                       | Celebración                               | Lugar              | Actos destacados                                                                      |
| ------------------------------------------- | ----------------------------------------- | ------------------ | ------------------------------------------------------------------------------------- |
| Variable                                    | Carnavales                                | Teror (casco)      |                                                                                       |
| Variable                                    | Semana Santa                              | Teror (casco)      | Quema del Judas                                                                       |
| 1.er domingo de mayo                        | San José y la Santa Cruz                  | Teror (casco)      | Decoración de cruces y espectáculo pirotécnico conocido como «El Barco y El Castillo» |
| Junio —viernes siguiente al Corpus Christi— | Sagrado Corazón de Jesús                  | Teror (casco)      | Realización de alfombras de hojas, flores y sal pigmentada                            |
| Último domingo de julio                     | Fiesta del Agua                           | Teror (casco)      | Feria de ganado y artesanía, ofrenda-romería, Festival Latino Villa de Teror          |
| 8 de septiembre                             | Nuestra Señora del Pino                   | Teror (casco)      |                                                                                       |
| Diciembre                                   | Navidad                                   | Teror (casco)      | Encendido de la Araucaria                                                             |
| Principios de mayo                          | Santa Cruz                                | El Álamo           |                                                                                       |
| Mediados de mayo                            | Nuestra Señora de Fátima                  | El Faro            |                                                                                       |
| Finales de mayo y principios de junio       | San Bernabé                               | El Rincón          |                                                                                       |
| Finales de junio                            | Sagrado Corazón de Jesús                  | Arbejales          |                                                                                       |
| Finales de junio                            | San José                                  | San José del Álamo |                                                                                       |
| Principios de julio                         | San Isidro Labrador y Virgen de la Cabeza | San Isidro         |                                                                                       |
| 2.ª quincena de julio                       | Virgen del Carmen                         | El Hornillo        |                                                                                       |
| Principios de agosto                        | Nuestra Señora de las Nieves              | El Palmar          |                                                                                       |
| Finales de julio a principios de agosto     | San Cayetano                              | Barrio del Pino    |                                                                                       |
| Mediados de agosto                          | Nuestra Señora de Lourdes                 | El Hoyo            |                                                                                       |
| Mediados de agosto                          | San Antonio María Claret                  | Lo Blanco          |                                                                                       |
| Principios de octubre                       | San Francisco de Asís                     | Los Llanos         |                                                                                       |

## Ciudades hermanadas
- España:
  - Candelaria, Tenerife, Islas Canarias
  - Nava, Asturias
  - Breña Alta, La Palma, Islas Canarias
  - Niebla, Huelva
  - Valleseco, Gran Canaria, Islas Canarias
  - Adeje, Tenerife, Islas Canarias
  - Vinuesa, Soria
  - Tinajo, Lanzarote, Islas Canarias
- Cuba:
  - Santiago de Cuba